# Homotopie-Quotient
In der Mathematik ist der Homotopie-Quotient ein Begriff aus der algebraischen Topologie. 
Er erlaubt eine homotopie-invariante Definition der Quotienten von Gruppenwirkungen und kann deshalb zur Definition von Homotopieinvarianten von Gruppenwirkungen verwendet werden, beispielsweise der äquivarianten Kohomologie.  

## Definition
Eine Gruppe {\displaystyle G} wirke auf einem Raum {\displaystyle X}. Als Homotopie-Quotient {\displaystyle X//G} dieser Gruppenwirkung bezeichnet man den Homotopietypen von {\displaystyle (X\times EG)/G}, wobei {\displaystyle EG} ein zusammenziehbarer Raum mit einer freien {\displaystyle G}-Wirkung ist. 
Der Homotopietyp von {\displaystyle X//G} hängt nicht von der Wahl des zusammenziehbaren, freien {\displaystyle G}-Raumes {\displaystyle EG} ab. Man kann für {\displaystyle EG} beispielsweise die geometrische Realisierung des Simplizialkomplexes wählen, dessen {\displaystyle n}-Simplizes den Tupeln in {\displaystyle G^{n+1}} entsprechen.
Für freie Wirkungen ist {\displaystyle X//G} homotopie-äquivalent zu {\displaystyle X/G}, im Allgemeinen ist das aber nicht der Fall.